# 新潟交通キ100形貨車
新潟交通キ100形貨車（にいがたこうつうキ100がたかしゃ）は、かつて新潟交通が保有していた貨車である。

## 概要
新潟交通電車線内で除雪作業で運用された貨車。1968年にこれまで使用されていたキ1形1（元国鉄キ1形36、1914年製、1951年譲受）の代替目的で国鉄から譲受したラッセル式除雪車（雪かき車）キ100形116で、国鉄時代と同車号のキ116の1両が在籍した。
除雪時は電動貨車モワ51で推進されて除雪作業を行なったため、入線にあたり電動貨車を制御する機器を取り付けるなど多少の改造が施されたが、原型を良く保っていた。

## 廃車と保存
電車線は1999年（平成11年）4月4日をもって営業を終了し、翌4月5日に廃線となった。廃線決定の際には全車両が売却もしくは解体となる予定だったが、地元住民や鉄道ファンなどが「資料として保存してほしい」と要望したことから、廃線の日、相棒のモワ51に押されて車庫のある東関屋駅から月潟駅まで回送され、現在は旧月潟駅構内で保存されている。
モハ11、モワ51とともに、ボランティア団体であるかぼちゃ電車保存会により管理してきたが老朽化が進行。2022年（令和4年）から始められたイベントを契機に3両の修復作業が行われ、2025年（令和7年）までに完了。同年7月27日に記念式典が開催された。